# Homer Comes Home
Homer Comes Home er en amerikansk stumfilm fra 1920 af Jerome Storm.

## Medvirkende
- Charles Ray som Homer Cavender
- Otto Hoffman som Silas Prouty
- Priscilla Bonner som Rachel Prouty
- Ralph McCullough som Arthur Machim
- Walter Higby som Machim
- John Elliott som Mr. Bailly
- Harry Hyde som Mr. Kort
- Gus Leonard
- Joseph Hazelton
- Bert Woodruff som Farmer Higgins
- Louis Morrison som Tracey